# Montcavrel
Montcavrel est une commune française située dans le département du Pas-de-Calais en région Hauts-de-France. Ses habitants sont appelés les Montcavrellois. La commune est membre de la communauté d'agglomération des Deux Baies en Montreuillois.

## Géographie

### Localisation
Localisée dans le sud-ouest du département du Pas-de-Calais, Montcavrel est une commune de la vallée de la Course située, à vol d'oiseau, à 6 km au nord-est de la commune de Montreuil-sur-Mer (chef-lieu d'arrondissement) et à 16 km des plages de la Côte d'Opale.
Le territoire de la commune est limitrophe de ceux de sept communes.
Les communes limitrophes sont Beussent, Aix-en-Issart, Alette, Estrée, Estréelles, Inxent et Recques-sur-Course.

### Géologie et relief
La superficie de la commune est de 9,56 km2 ; son altitude varie de 11  à   131 m.

### Hydrographie

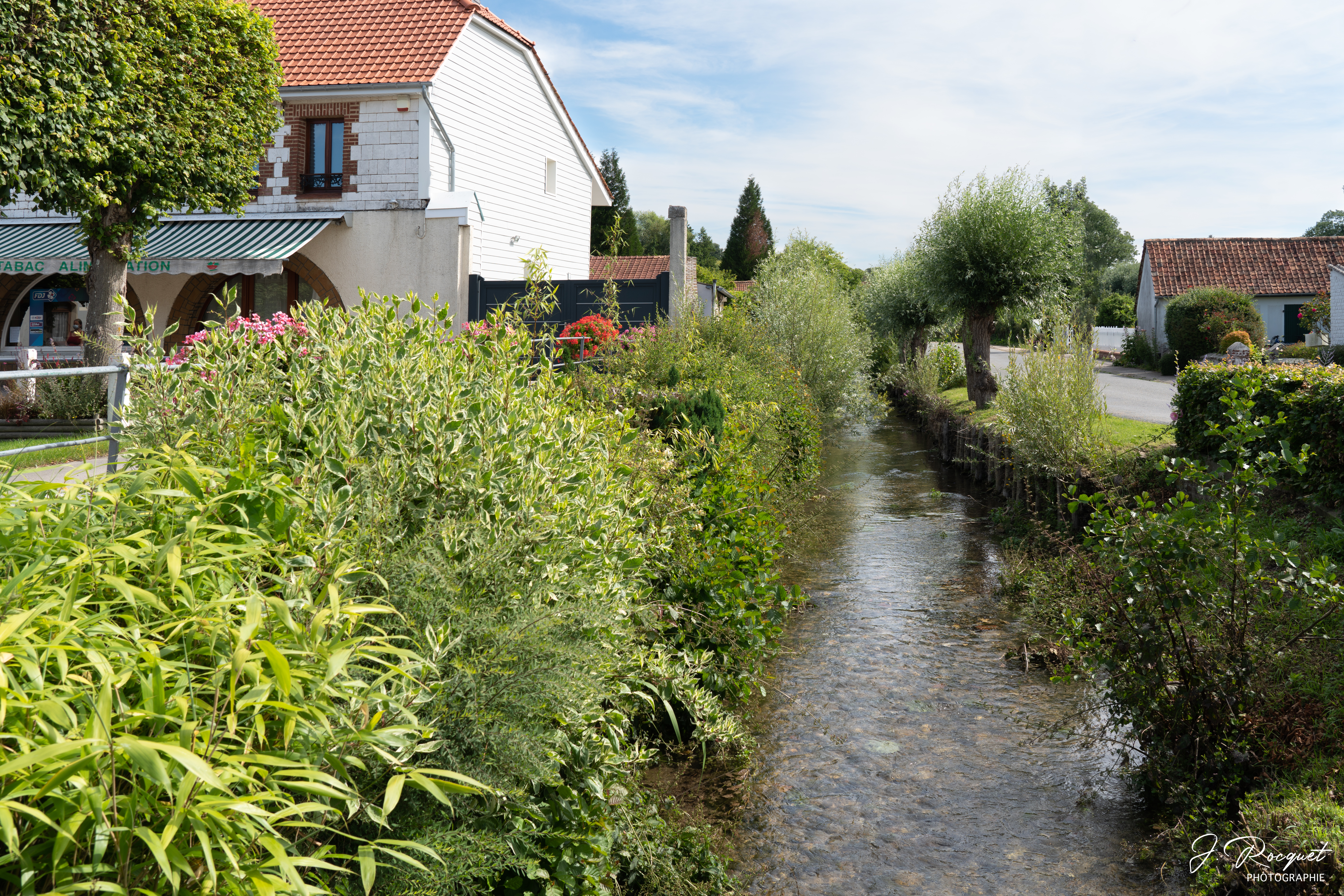
La Bimoise à Montcavrel.

Le territoire de la commune est situé dans le bassin Artois-Picardie.
La commune est traversée par la Course, un cours d'eau d'une longueur de 24,72 km, affluent droit du fleuve côtier la Canche. La Course prend sa source dans la commune de Doudeauville et se jette dans La Canche au niveau de la commune d'Attin.
Le territoire de la commune est le lieu de confluence de La Bimoise, cours d'eau d'une longueur de 8,7 km, un affluent de la Course.

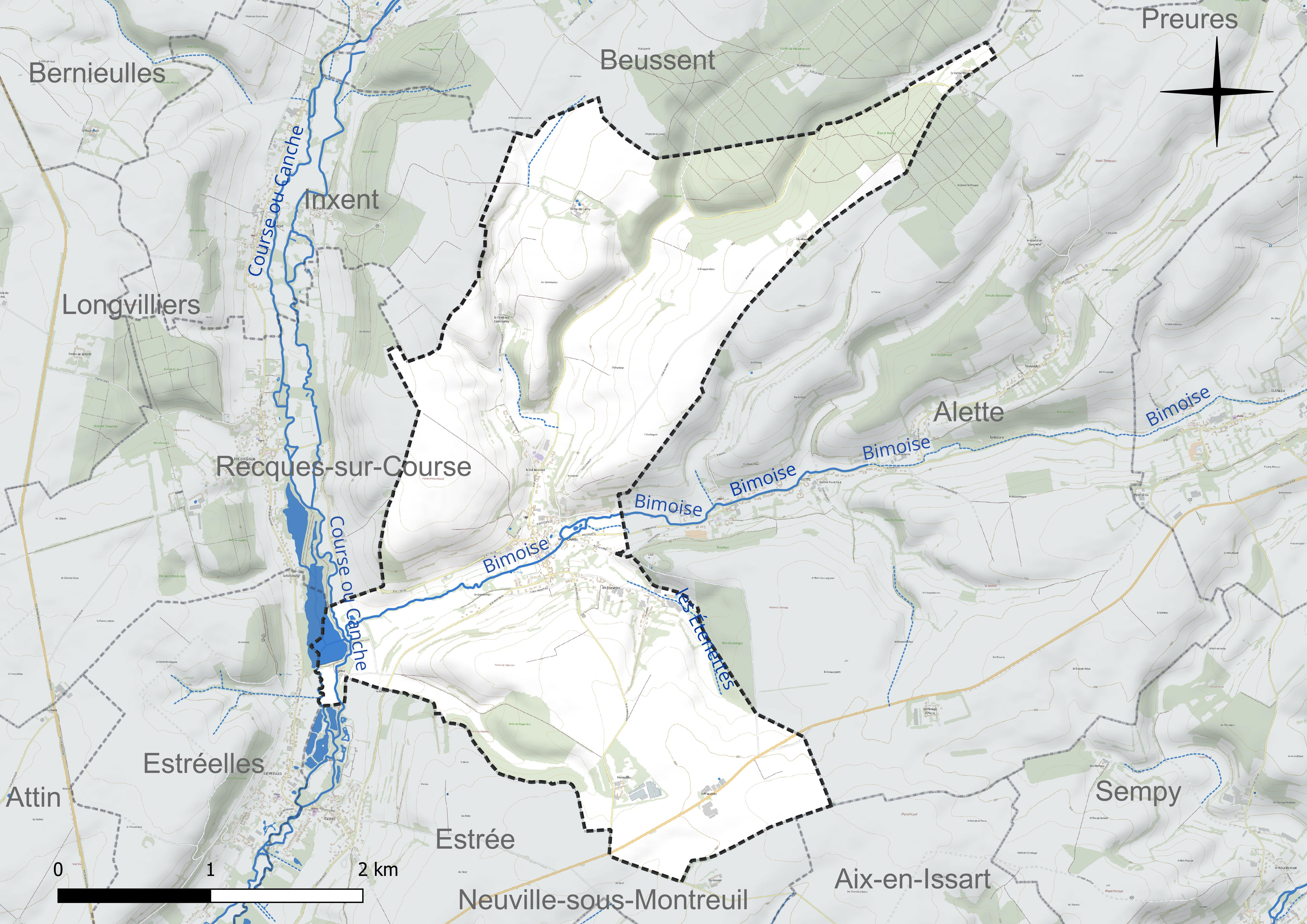
Réseau hydrographique de Montcavrel.

### Climat
Pour des articles plus généraux, voir Climat des Hauts-de-France et Climat du Nord-Pas-de-Calais.
En 2010, le climat de la commune est de type climat océanique franc, selon une étude du CNRS s'appuyant sur une série de données couvrant la période 1971-2000. En 2020, Météo-France publie une typologie des climats de la France métropolitaine dans laquelle la commune est exposée à un climat océanique et est dans la région climatique Côtes de la Manche orientale, caractérisée par un faible ensoleillement (1 550 h/an) ; forte humidité de l’air (plus de 20 h/jour avec humidité relative > 80 % en hiver), vents forts fréquents.
Pour la période 1971-2000, la température annuelle moyenne est de 10,5 °C, avec une amplitude thermique annuelle de 12,7 °C. Le cumul annuel moyen de précipitations est de 929 mm, avec 13,4 jours de précipitations en janvier et 8,3 jours en juillet. Pour la période 1991-2020, la température moyenne annuelle observée sur la station météorologique la plus proche, située sur la commune du Touquet-Paris-Plage à 15 km à vol d'oiseau, est de 11,2 °C et le cumul annuel moyen de précipitations est de 888,8 mm,. Pour l'avenir, les paramètres climatiques de la commune estimés pour 2050 selon différents scénarios d'émission de gaz à effet de serre sont consultables sur un site dédié publié par Météo-France en novembre 2022.

### Paysages
Pour un article plus général, voir Paysage en France.
La commune est située dans le « paysage montreuillois » tel que défini dans l’atlas des paysages de la région Nord-Pas-de-Calais, conçu par la direction régionale de l'Environnement, de l'Aménagement et du Logement (DREAL),. Ce paysage, qui concerne 98 communes, se délimite : à l’Ouest par des falaises qui, avec le recul de la mer, ont donné naissance aux bas-champs ourlées de dunes ; au Nord par la boutonnière du Boulonnais ; au sud par le vaste plateau formé par la vallée de l’Authie, et à l’Est par les paysages du Ternois et de Haut-Artois. Ce paysage régional, avec, dans son axe central, la vallée de la Canche et ses nombreux affluents comme la Course, la Créquoise, la Planquette…, offre une alternance de vallées et de plateaux, appelée « ondulations montreuilloises ». Dans ce paysage, et plus particulièrement sur les plateaux, on cultive la betterave sucrière, le blé et le maïs, et les plateaux entre la Ternoise et la Créquoise sont couverts de vastes massifs forestiers comme la forêt d'Hesdin, les bois de Fressin, Sains-lès-Fressin, Créquy….

### Milieux naturels et biodiversité

#### Zones naturelles d'intérêt écologique, faunistique et floristique
L’inventaire des zones naturelles d'intérêt écologique, faunistique et floristique (ZNIEFF) a pour objectif de réaliser une couverture des zones les plus intéressantes sur le plan écologique, essentiellement dans la perspective d’améliorer la connaissance du patrimoine naturel national et de fournir aux différents décideurs un outil d’aide à la prise en compte de l’environnement dans l’aménagement du territoire.
Le territoire communal comprend deux ZNIEFF de type 1 :
- la vallée de la Course à l'aval d'Enquin-sous-Baillon. Le périmètre de la ZNIEFF présente un réseau hydrographique complexe associant plusieurs cours d’eau (Course, Bimoise, Baillons, rivière des Fontaines…) et de nombreuses sources, ainsi que des plans d’eau d’origine artificielle (ballastières, cressonnières, piscicultures, mares de chasse)[14] ;
- la forêt et pelouse de Montcavrel. C'est l’un des rares grands massifs forestiers du Montreuillois. Il se situe dans le haut Pays d’Artois, dans un secteur de plateau densément disséqué par un réseau de vallées pérennes et de vallées sèches, à la charnière de trois bassins versants : la Baillonne au nord, la Course à l’ouest et la Bimoise au sud/sud-est[15].

et une ZNIEFF de type 2 : la vallée de la Course. Elle se situe dans le pays de Montreuil et plus précisément dans l’entité paysagère des ondulations montreuilloises.

Carte des ZNIEFF de type 1 et 2 sur la commune
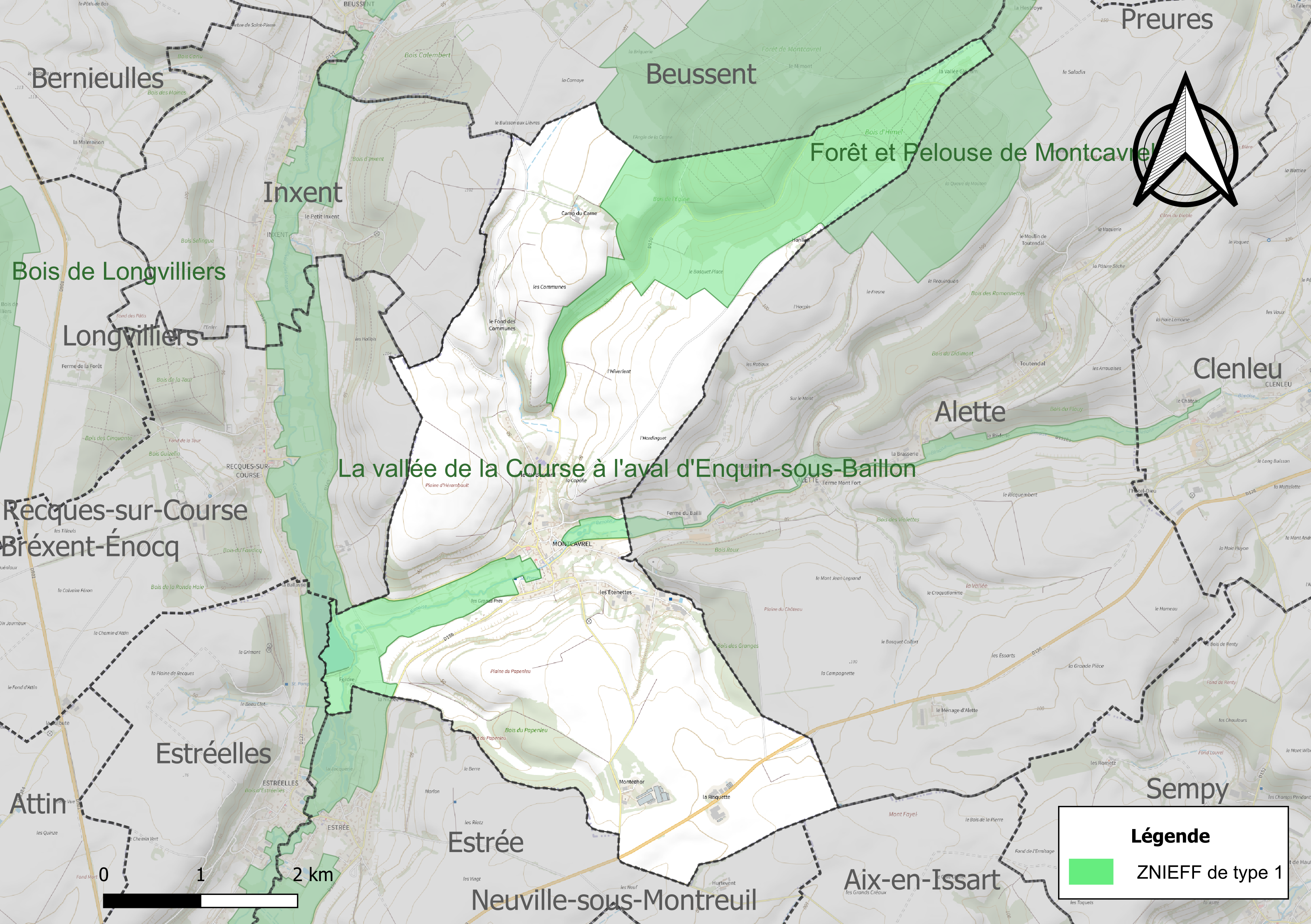
Carte des ZNIEFF de type 1 sur la commune.
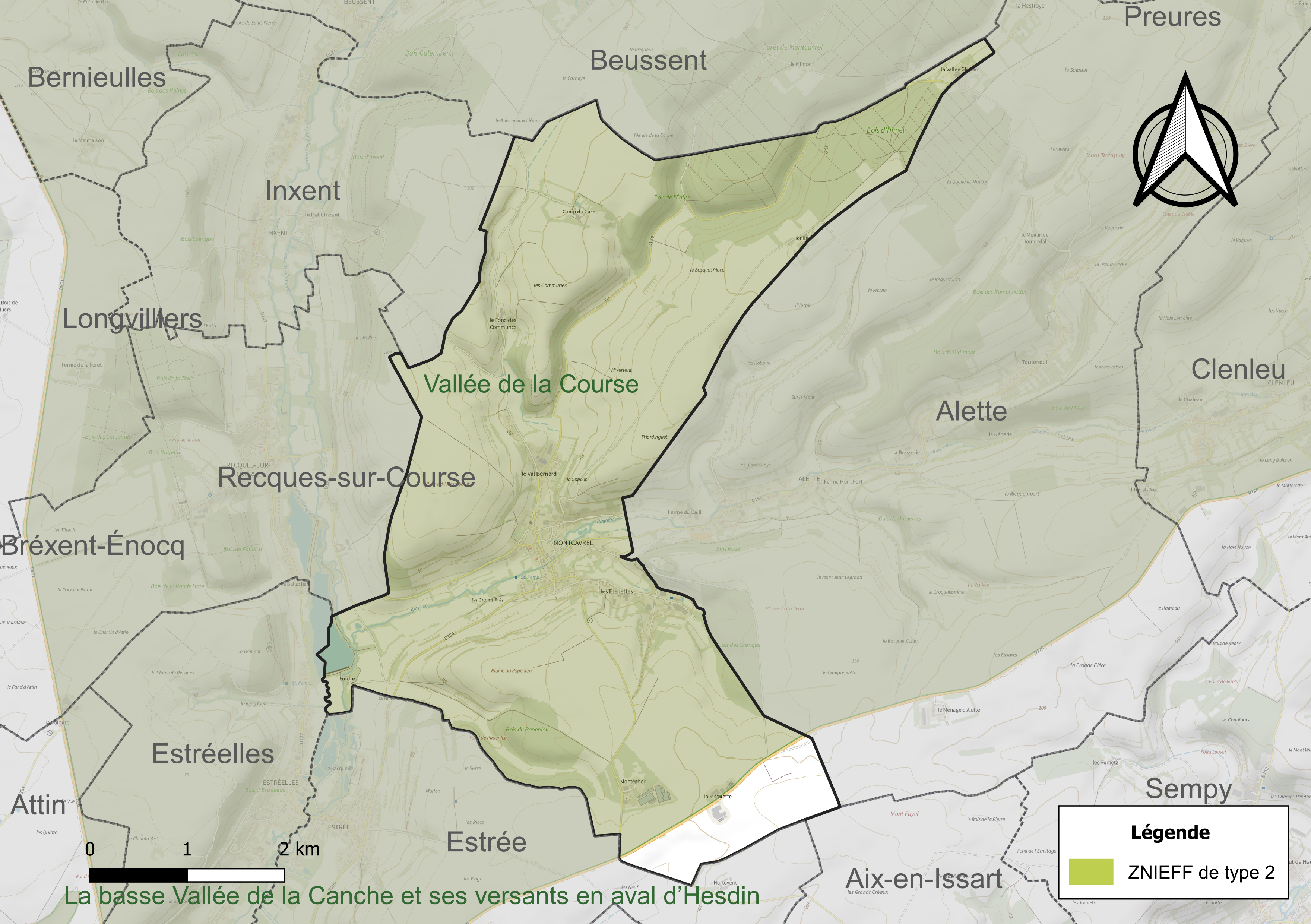
Carte de la ZNIEFF de type 2 sur la commune.

#### Espèces faunistiques et floristiques
L’Inventaire national du patrimoine naturel (INPN) recense plusieurs espèces faunistiques et floristiques sur le territoire de la commune dont certaines sont protégées et d’autres menacées et quasi-menacées.

## Urbanisme

### Typologie
Au 1er janvier 2024, Montcavrel est catégorisée commune rurale à habitat dispersé, selon la nouvelle grille communale de densité à sept niveaux définie par l'Insee en 2022.
Elle est située hors unité urbaine et hors attraction des villes,.

### Occupation des sols
L'occupation des sols de la commune, telle qu'elle ressort de la base de données européenne d’occupation biophysique des sols Corine Land Cover (CLC), est marquée par l'importance des territoires agricoles (85,1 % en 2018), une proportion identique à celle de 1990 (85,1 %). La répartition détaillée en 2018 est la suivante : 
terres arables (61,7 %), prairies (16,3 %), forêts (9,3 %), zones agricoles hétérogènes (7,2 %), zones urbanisées (4,8 %), eaux continentales (0,7 %). L'évolution de l’occupation des sols de la commune et de ses infrastructures peut être observée sur les différentes représentations cartographiques du territoire : la carte de Cassini (XVIIIe siècle), la carte d'état-major (1820-1866) et les cartes ou photos aériennes de l'IGN pour la période actuelle (1950 à aujourd'hui).

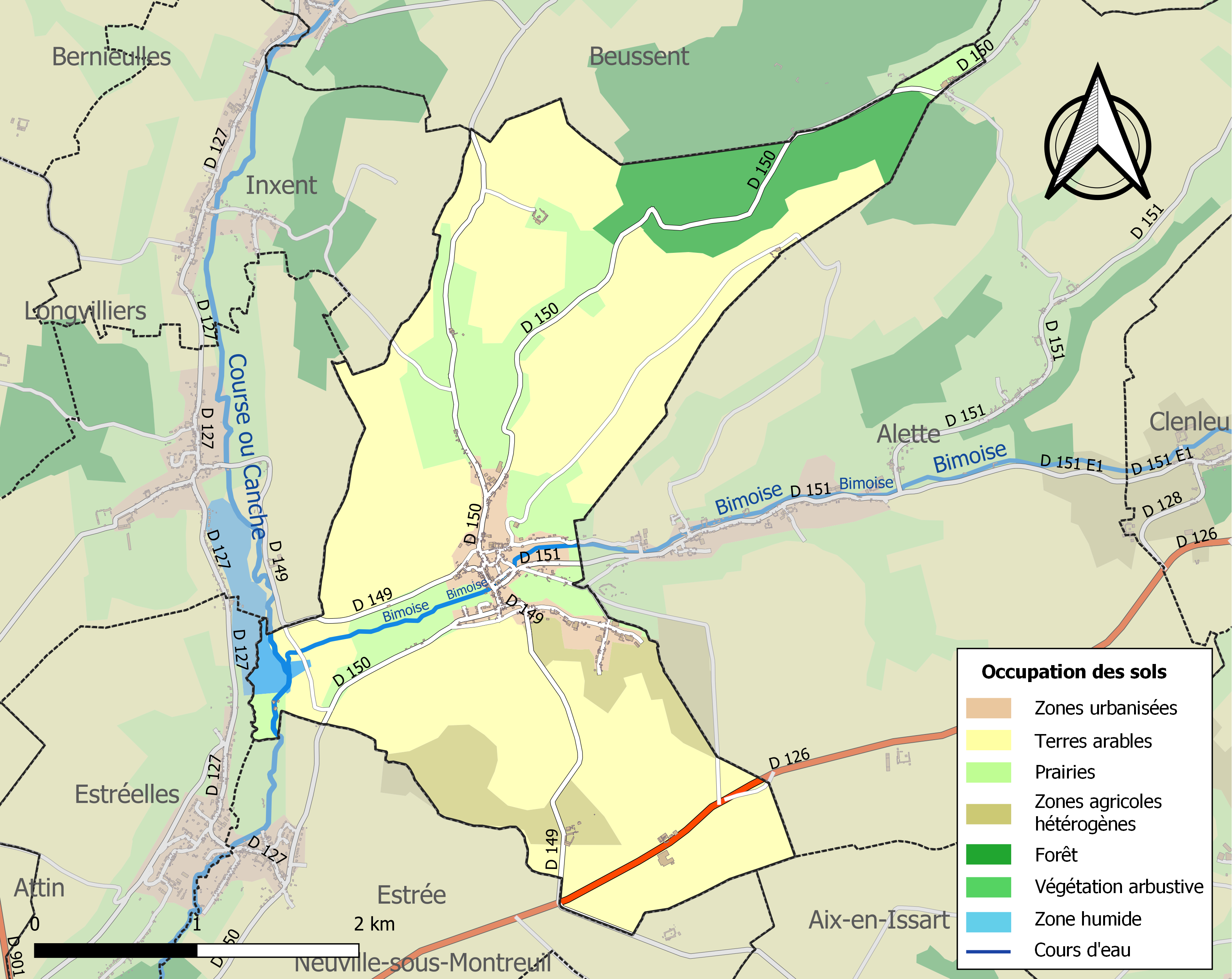
Carte des infrastructures et de l'occupation des sols de la commune en 2018 (CLC).

### Risques naturels et technologiques
À la suite du passage des tempêtes Ciarán, Domingos et Elisa et des inondations et coulées de boue qui se sont produites, la commune est reconnue, par arrêté du 14 novembre 2023, en état de catastrophe naturelle pour inondations et coulées de boue sur la période du 2 au 12 novembre 2023, comme 179 autres communes du département.

## Toponymie
Le nom de la localité est attesté sous les formes Monkavrel et Mons Capri en 1171 ; Mons Caprorum et Moncaverel en 1186 ; Mons Capreoli en 1206 ; Montcavrel en 1224 ; Mons Caprinus en 1232 ; Montkaverel en 1250 ; Mons Caprelli en 1257 ; Monkaverel en 1286 ; Montikavrel au XIIIe siècle, Montquarrel et Mont-Chavrel au XIIIe siècle ; Mont-Caveriel en 1315 ; Mont-Cauvrel en 1318 ; Mons Caverelli en 1321 ; Moncaverele en 1327 ; Monquavrel en 1361 ; Monscapprinus, Montcapvrel  ou Montcauverel au XVe siècle ; Montcavrel vers 1512 ; Le Mont-Caurel en 1550 ; Moncaurel en 1670 ; Montcavrel puis Mailly au XVIIIe siècle, Montcavrel (1793), Montcavrel-Mailly, Montcavrel (1801).
Cette dénomination s’est d’abord appliquée au château, puis à ses premiers possesseurs avant de désigner aux XVe et XVIe siècles le village installé au pied du site fortifié.
Il s'agit sans doute d'une formation toponymique médiévale en Mont-, au sens d'« élévation, colline », comme semble l'indiquer les formes latinisées, alors que les formes romanes primitives sont en Mon-. Il est suivi d'un élément cavrel ou caverel qui semble représenter un animal, d'après certaines latinisations (Capreoli), le nom du chevreuil en picard ou encore, d'après d'autres formes, celui du chevreau, anciennement cheverel en français, caverel en picard.
Homonymie avec Montchevrel (Orne, Montchevreil 1247) de type normand méridional et Moncrabeau (Lot-et-Garonne, de monte Caprelli 1281), forme francisée de l'occitan gascon.

## Histoire
Jean de Montcavrel et Rasse de Montcavrel combattent et trouvent la mort lors de la bataille d'Azincourt en 1415.

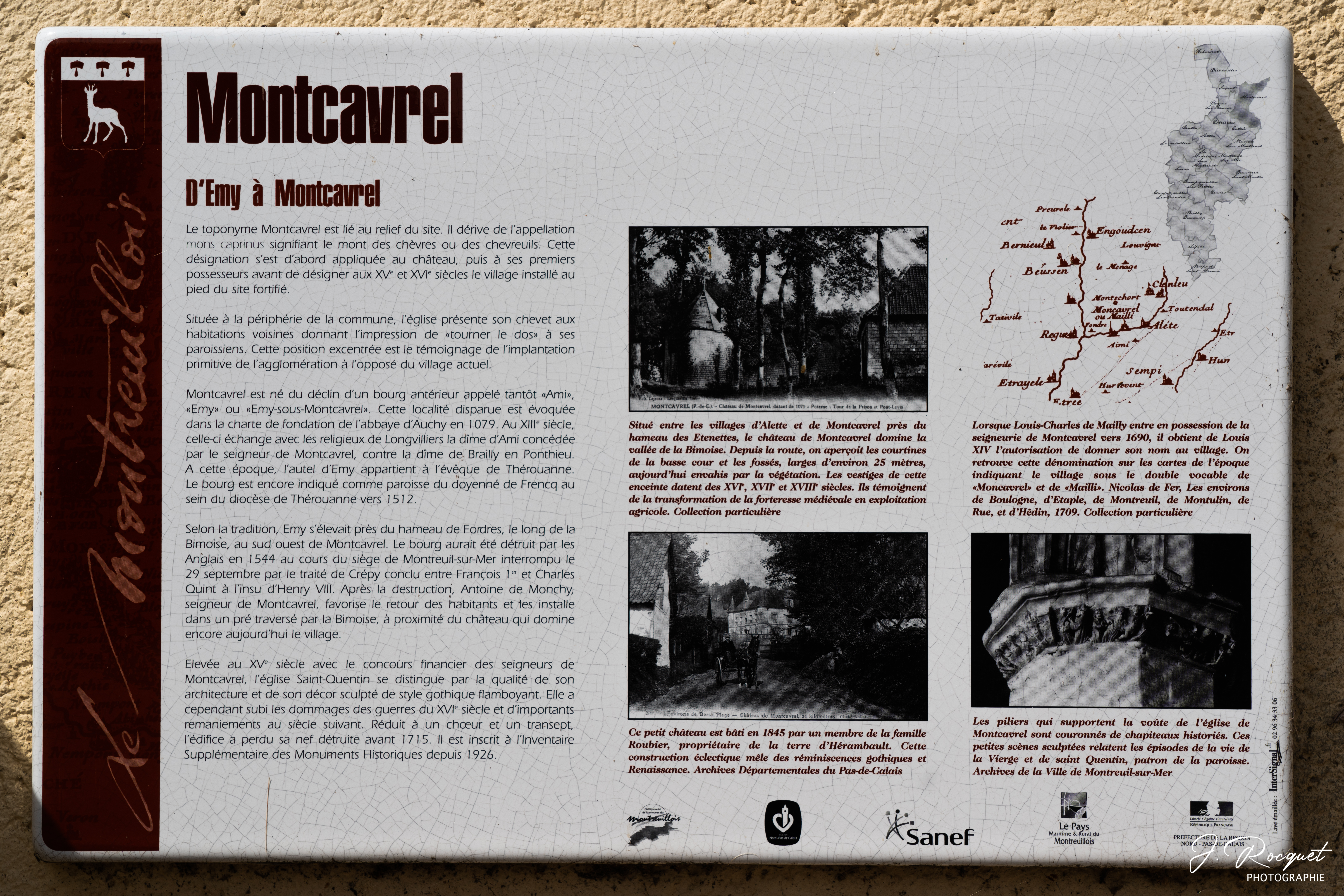

Ce qui suit est la reproduction in-extenso du texte figurant sur une plaque émaillée offerte au public et fixée sur un mur près de la mairie. L'auteur n'y est pas indiqué.

« Montcavrel

D’Emy à Montcavrel
Le toponyme Montcavrel est lié au relief du site. Il dérive de l'appellation mons caprinus signifiant le mont des chèvres ou des chevreuils. Cette désignation s‘est d’abord appliquée au château, puis a ses premiers possesseurs avant de désigner aux XVe et XVIe siècles le village installé au pied du site fortifié.
Située à la périphérie de la commune, l'église présente son chevet aux habitations voisines donnant l’ impression de «tourner le dos» à ses paroissiens. Cette position excentrée est le témoignage de implantation primitive de l‘agglomération à l'opposé du village actuel.
Montcavrel est né du déclin d'un bourg antérieur appelé tantôt «Ami», «Emy» ou «Emy-sous-Montcavrel». Cette localité disparue est évoquée  dans la charte de fondation de l’abbaye d’Auchy en 1079. Au XIIIe siècle, celle-ci échange avec les religieux de Longvilliers la dîme d’Ami concédée par le séigneur de Montcavrel, contre la dîme de Brailly en Ponthieu. À cette époque, l'autel d’Emy appartient à l'évêque de Thérouanne. Le bourg est encore indiqué comme paroisse du doyenné de Frencq au sein du diocèse de Thérouanne vers 1512.
Selon la tradition, Emy s‘élevait près du hameau de Fordres, le long de la Bimoise, au sud ouest de Montcavrel. Le bourg aurait été détruit par les Anglais en 1544 qu cours du siège de Montreuil-sur-Mer interrompu le 29 septembre par le traité de Crépy conclu entre François 1er et Charles Quint à l’insu d'Henry VIII. Après la destruction, Antoine de Monchy, Seigneur de Montcavrel, favorise le retour des habitants et les installe dans un pré traversé par la Bimoise, à proximité du château,qui domine encore aujourd'hui le village.
Elevée au XVe siècle avec le concours financier des seigneurs de Montcavrel, l’église Saint-Quentin se distingue par la qualité de son architecture et de son décor sculpté de style gothique flamboyant. Elle a cependant subi les dommages des guerres du XVIe siècle et d’importants remaniements au siècle suivant. Réduit à un chœur et à un transept, l’édifice a perdu sa nef détruite avant 1715. Il est inscrit à l’inventaire Supplémentaire des Monuments Historiques depuis 1926. »

## Politique et administration

### Découpage territorial
La commune se trouve dans l'arrondissement de Montreuil du département du Pas-de-Calais.

#### Commune et intercommunalités
La commune a fait partie, de 2001 à 2016, de la communauté de communes du Montreuillois et, depuis le 1er janvier 2017, elle fait partie de la communauté d'agglomération des Deux Baies en Montreuillois (CA2BM) dont le siège est basé à Montreuil et qui regroupe 46 communes et totalise 65 760 habitants en 2021.

#### Circonscriptions administratives
La commune faisait partie du canton d'Étaples, depuis la loi du 22 décembre 1789 reprise par la constitution de 1791, qui divise le royaume (la République en septembre 1792), en communes, cantons, districts et départements.
Dans le cadre du redécoupage cantonal de 2014 en France, elle est maintenant rattachée au canton de Berck qui passe de 10 à 31 communes,.

#### Circonscriptions électorales
Pour l'élection des députés, la commune fait partie, depuis 1986, de la quatrième circonscription du Pas-de-Calais.

### Élections municipales et communautaires

#### Liste des maires
| Période                                  | Période                    | Identité               | Étiquette | Qualité                                              |
| ---------------------------------------- | -------------------------- | ---------------------- | --------- | ---------------------------------------------------- |
| Les données manquantes sont à compléter. |                            |                        |           |                                                      |
|                                          | mars 1994                  | M. Durant              |           |                                                      |
| mars 1994                                | mars 2001                  | Jean-Luc Lejeune       |           | Pâtissier                                            |
| mars 2001                                | 2014                       | Michel Leroy           |           |                                                      |
| mars 2014                                | En cours (au 30 mars 2022) | Jean-Paul de Longueval |           | Exploitant agricole, Réélu pour le mandat 2020-2026, |

## Équipements et services publics

### Espaces publics
La commune est labellisée « 2 fleurs » au concours des villes et villages fleuris.

## Population et société

### Démographie
Les habitants de la commune sont appelés les Montcavrellois.

#### Évolution démographique
L'évolution du nombre d'habitants est connue à travers les recensements de la population effectués dans la commune depuis 1793. Pour les communes de moins de 10 000 habitants, une enquête de recensement portant sur toute la population est réalisée tous les cinq ans, les populations de référence des années intermédiaires étant quant à elles estimées par interpolation ou extrapolation. Pour la commune, le premier recensement exhaustif entrant dans le cadre du nouveau dispositif a été réalisé en 2004.

En 2022, la commune comptait 389 habitants, en évolution de −7,38 % par rapport à 2016 (Pas-de-Calais : −0,72 %, France hors Mayotte : +2,11 %).
| 1793 | 1800 | 1806 | 1821 | 1831 | 1836 | 1841 | 1846 | 1851 |
| ---- | ---- | ---- | ---- | ---- | ---- | ---- | ---- | ---- |
| 562  | 549  | 571  | 591  | 598  | 612  | 599  | 570  | 575  |

| 1856 | 1861 | 1866 | 1872 | 1876 | 1881 | 1886 | 1891 | 1896 |
| ---- | ---- | ---- | ---- | ---- | ---- | ---- | ---- | ---- |
| 546  | 529  | 565  | 554  | 542  | 553  | 536  | 521  | 544  |

| 1901 | 1906 | 1911 | 1921 | 1926 | 1931 | 1936 | 1946 | 1954 |
| ---- | ---- | ---- | ---- | ---- | ---- | ---- | ---- | ---- |
| 523  | 560  | 539  | 515  | 506  | 452  | 435  | 463  | 479  |

| 1962 | 1968 | 1975 | 1982 | 1990 | 1999 | 2004 | 2006 | 2009 |
| ---- | ---- | ---- | ---- | ---- | ---- | ---- | ---- | ---- |
| 455  | 401  | 402  | 341  | 330  | 332  | 326  | 334  | 372  |

| 2014 | 2019 | 2022 | - | - | - | - | - | - |
| ---- | ---- | ---- | - | - | - | - | - | - |
| 409  | 399  | 389  | - | - | - | - | - | - |

#### Pyramide des âges
La population de la commune est relativement jeune.
En 2018, le taux de personnes d'un âge inférieur à 30 ans s'élève à 35,3 %, soit en dessous de la moyenne départementale (36,7 %). À l'inverse, le taux de personnes d'âge supérieur à 60 ans est de 29,6 % la même année, alors qu'il est de 24,9 % au niveau départemental.
En 2018, la commune comptait 194 hommes pour 212 femmes, soit un taux de 52,22 % de femmes, légèrement supérieur au taux départemental (51,50 %).
Les pyramides des âges de la commune et du département s'établissent comme suit.
| Hommes | Classe d’âge | Femmes |
| ------ | ------------ | ------ |
| 0,0    | 90 ou +      | 1,9    |
| 5,8    | 75-89 ans    | 7,2    |
| 22,5   | 60-74 ans    | 21,6   |
| 16,2   | 45-59 ans    | 15,4   |
| 19,4   | 30-44 ans    | 19,2   |
| 17,8   | 15-29 ans    | 17,3   |
| 18,3   | 0-14 ans     | 17,3   |

| Hommes | Classe d’âge | Femmes |
| ------ | ------------ | ------ |
| 0,5    | 90 ou +      | 1,6    |
| 5,6    | 75-89 ans    | 8,9    |
| 16,7   | 60-74 ans    | 18,1   |
| 20,2   | 45-59 ans    | 19,2   |
| 18,9   | 30-44 ans    | 18,1   |
| 18,2   | 15-29 ans    | 16,2   |
| 19,9   | 0-14 ans     | 17,9   |

### Manifestations culturelles et festivités
La commune participe à la manifestation « Les étincelles de la vallée de la Course », qui se déroule chaque année à la mi-août dans quinze villages de la vallée et où les visiteurs découvrent les illuminations et les animations de la vallée,.

## Culture locale et patrimoine

### Lieux et monuments

#### Monument historique
- L'église  Saint Quentin, dédié à Quentin de Saint-Quentin, martyr du IIIe siècle, représentative de l'architecture gothique flamboyante dans l'ouest du département, est un édifice non achevé, commencé vers 1440, clos et couvert vers 1585. Des travaux sont réalisés à compter de 1688, comme les voûtes en bois avec clefs pendantes en bois. Elle a fait l’objet d’un classement au titre des monuments historiques depuis le 22 novembre 2011[45],[46]. L'église abrite de mombreuses pièces remarquables dont la plupart sont classées aux monuments historiques au titre d'objets. En 2025, l'église, fermée depuis 2007, et dont l'extérieur a été rénovée,  est en attente de fonds supplémentaire afin de réaliser la rénovation intérieure[47].

Vues extérieures
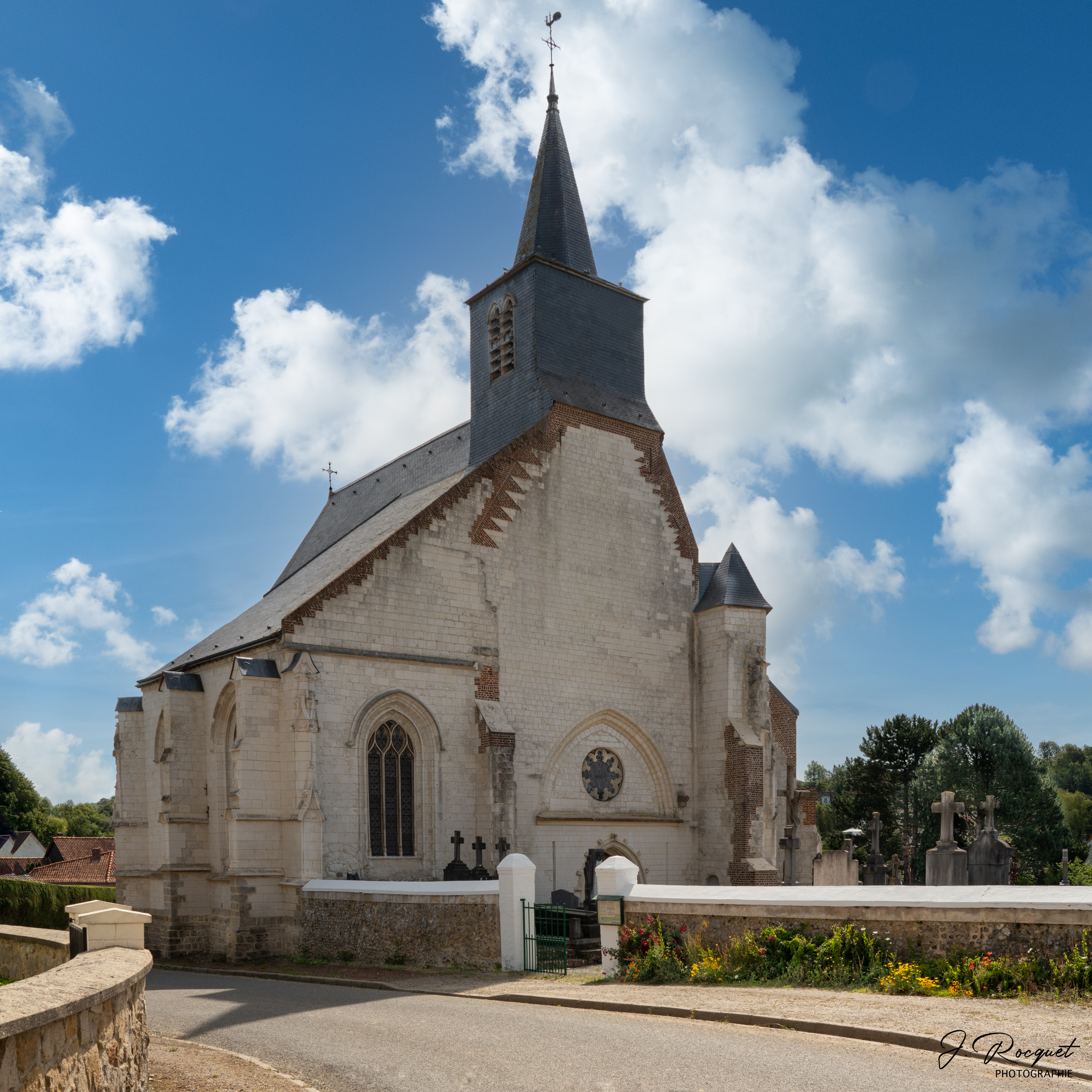
L'entrée.
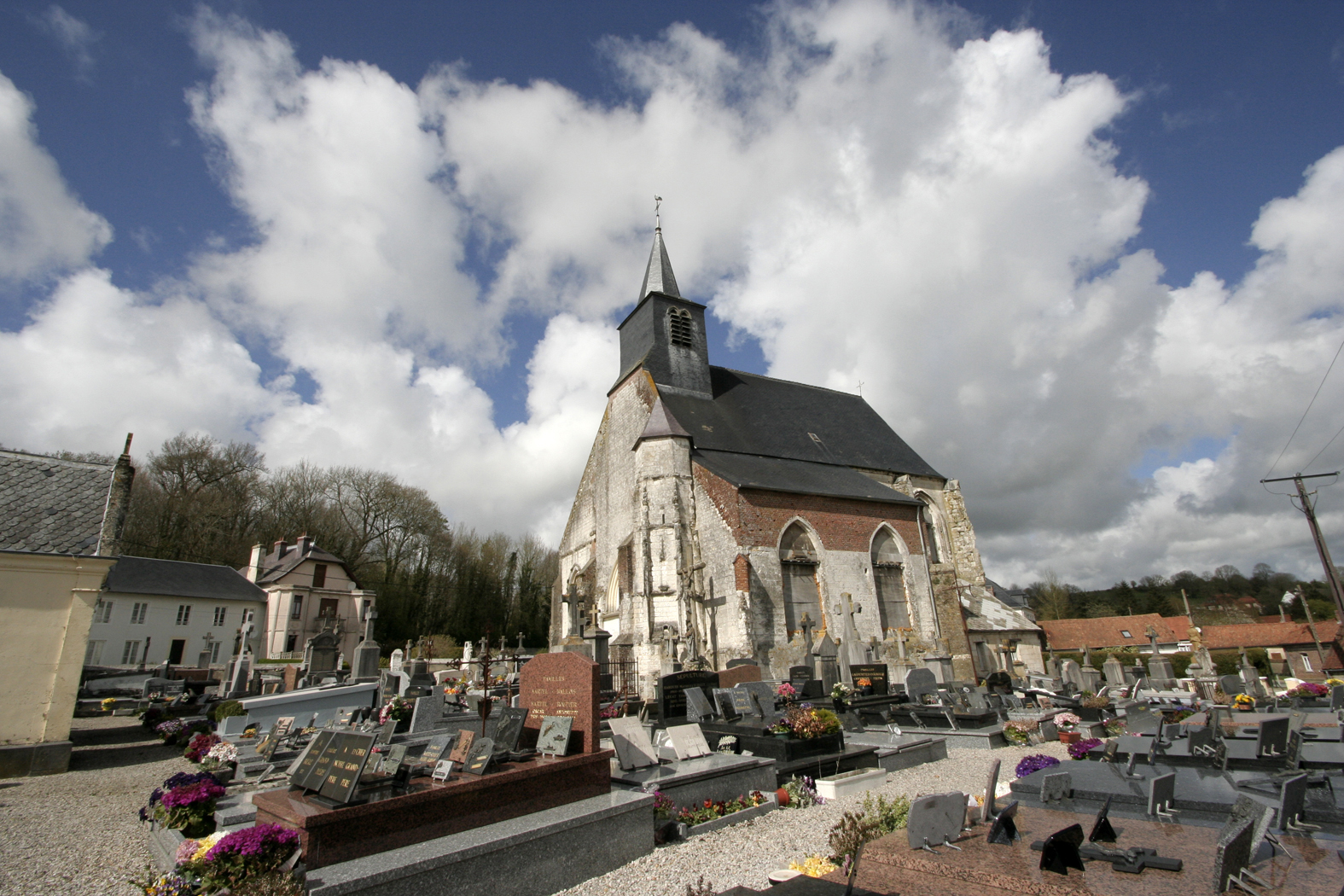
La face sud.
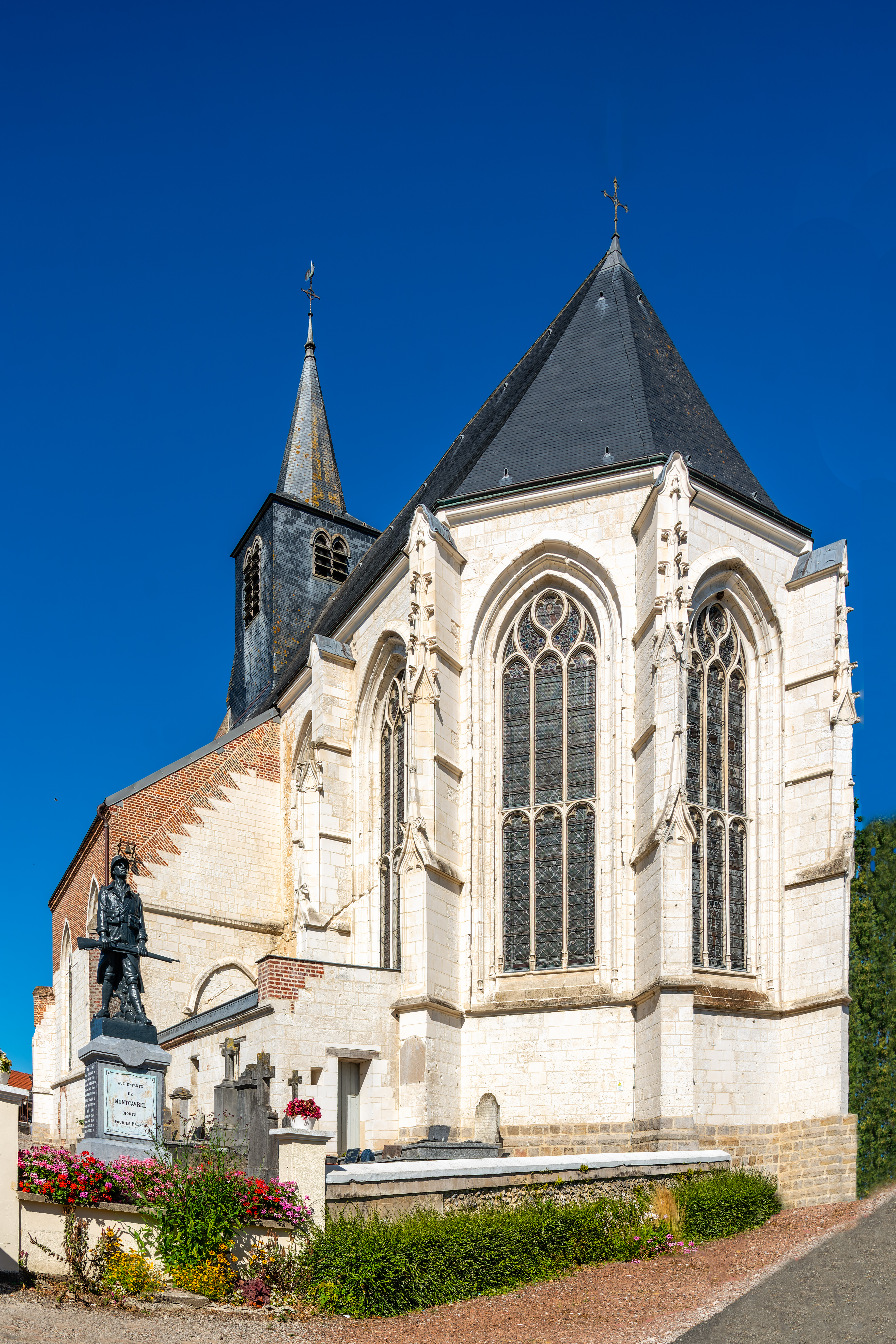
Le chevet.

Vues intérieures
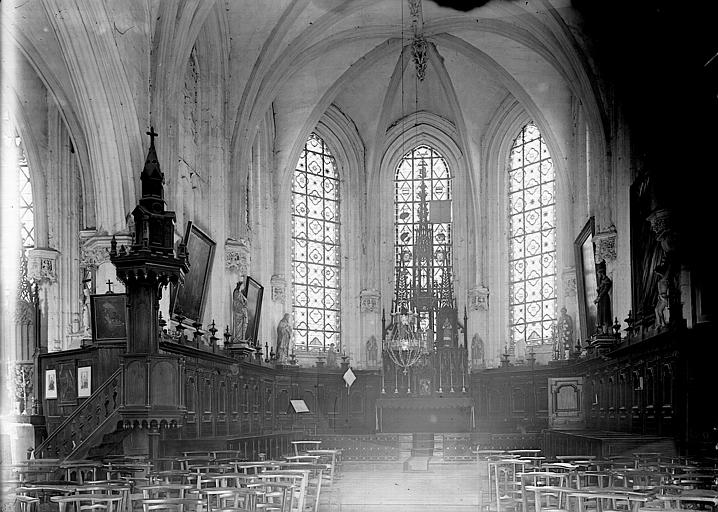
Chœur et maître autel.
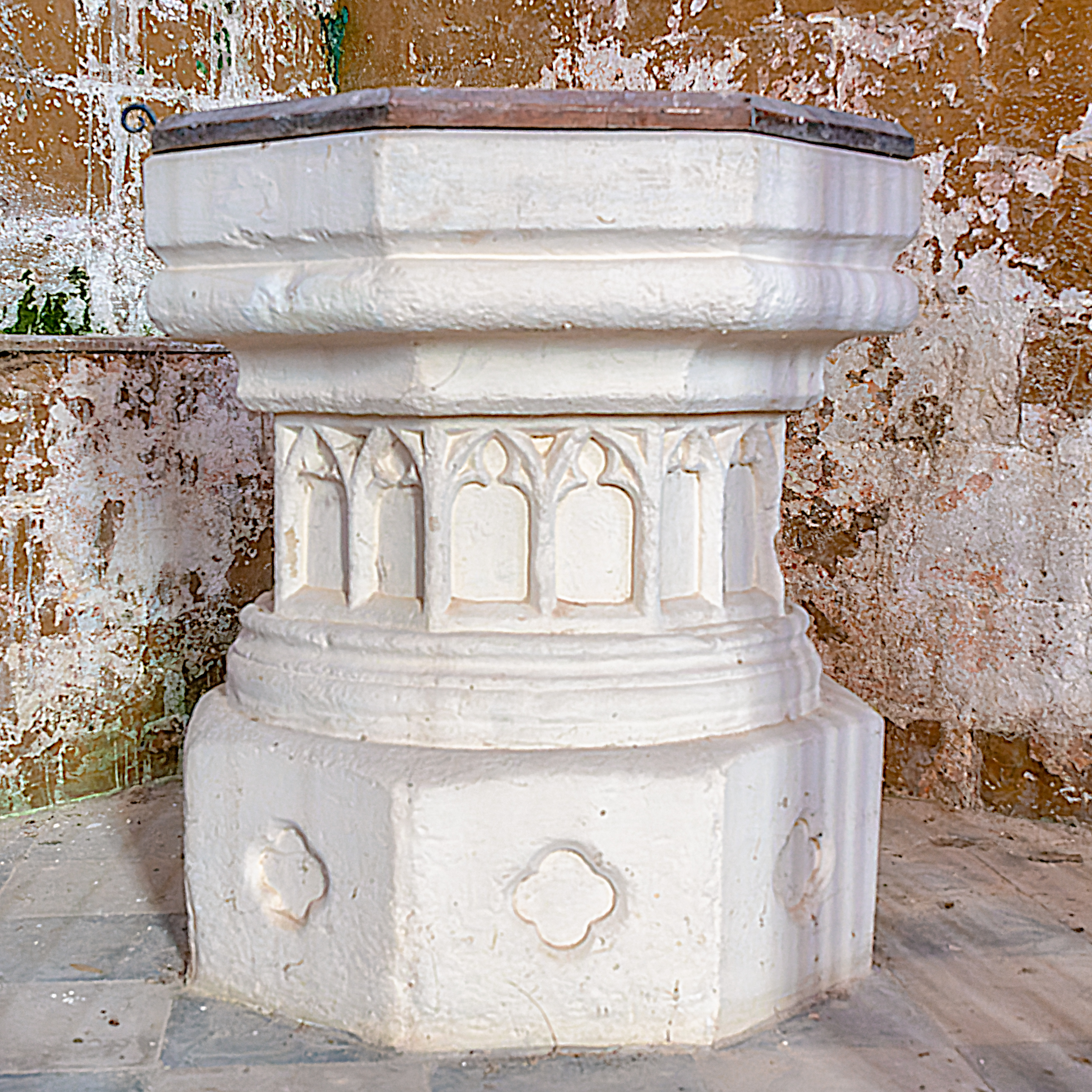
Fonts baptismaux[48].
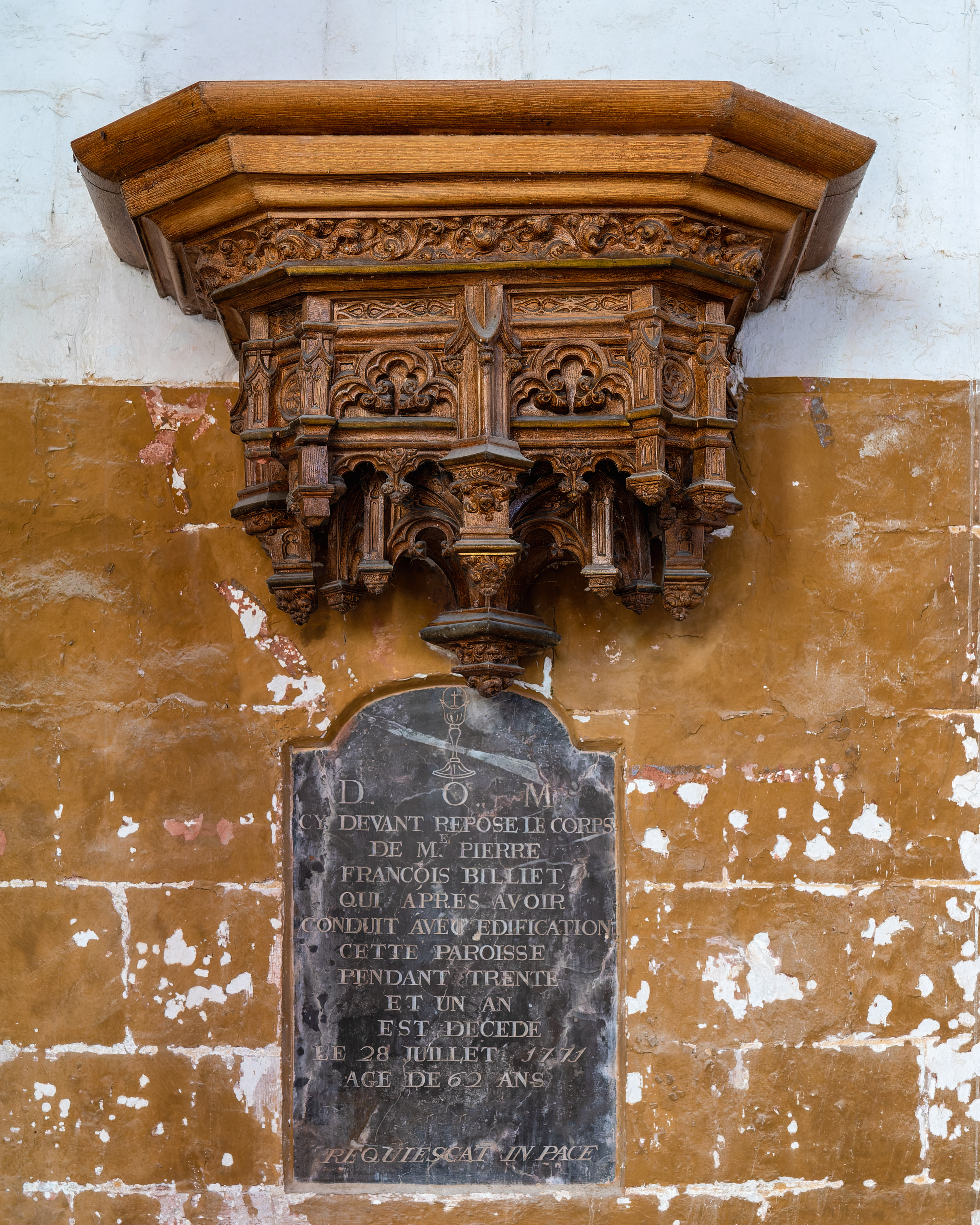
Plaque funéraire[49].
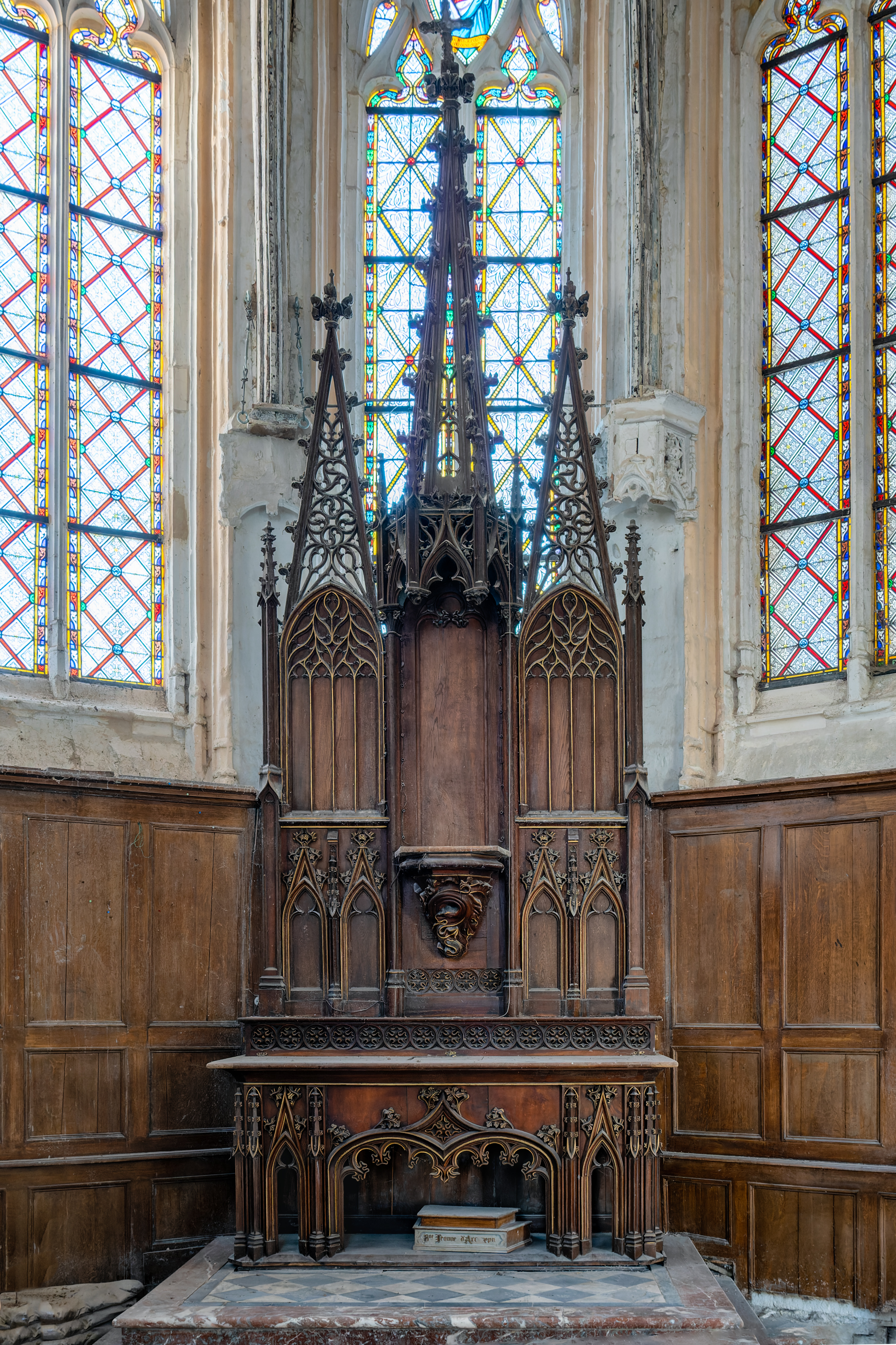
Autel secondaire[50].
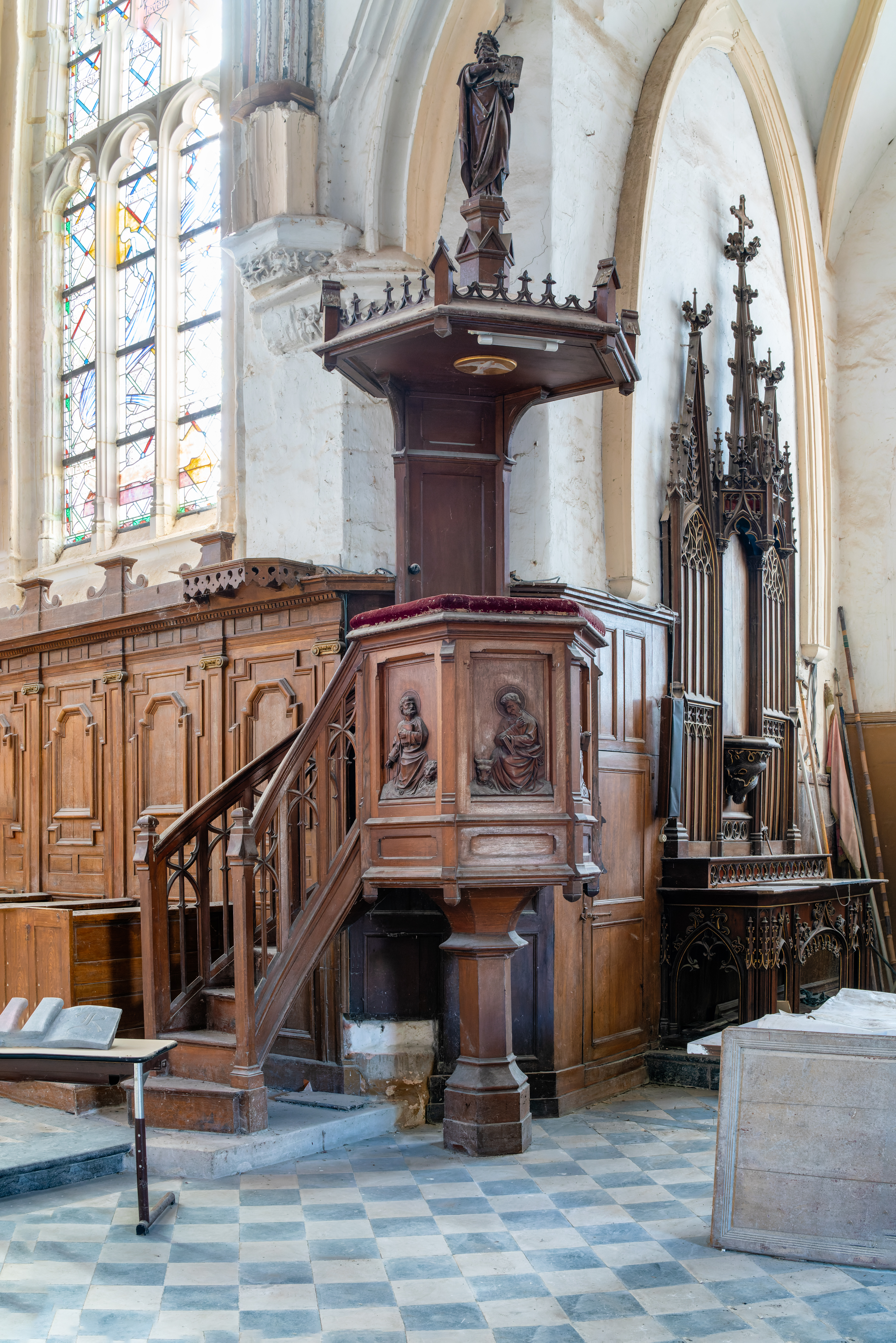
Chaire à prêcher[51].
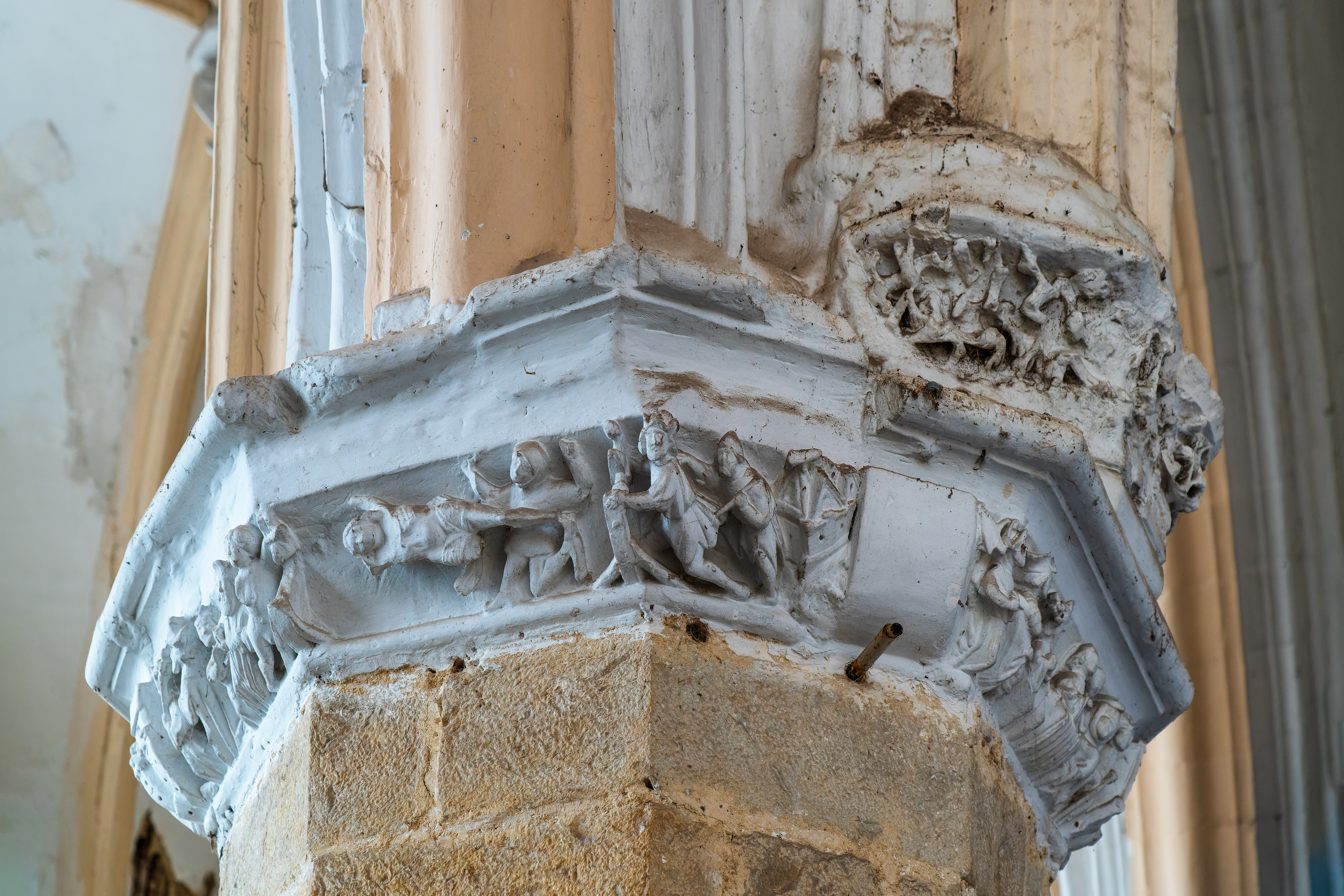
Chapiteau de colonne.
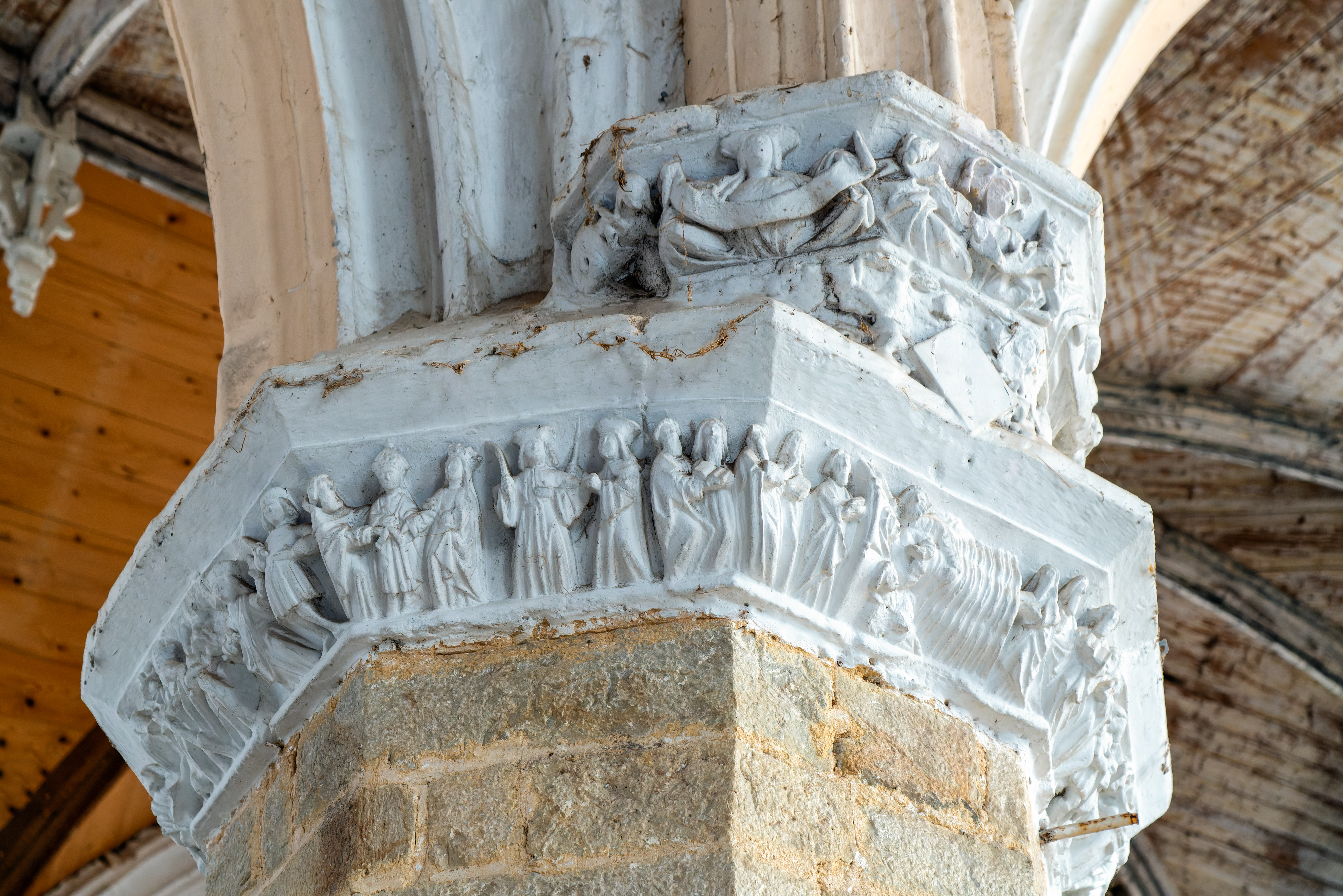
Chapiteau de colonne.

#### Autres lieux et monuments
- Le monument aux morts, surmonté d’un Poilu, statue appelée La Résistance du sculpteur Charles-Henri Pourquet[52].

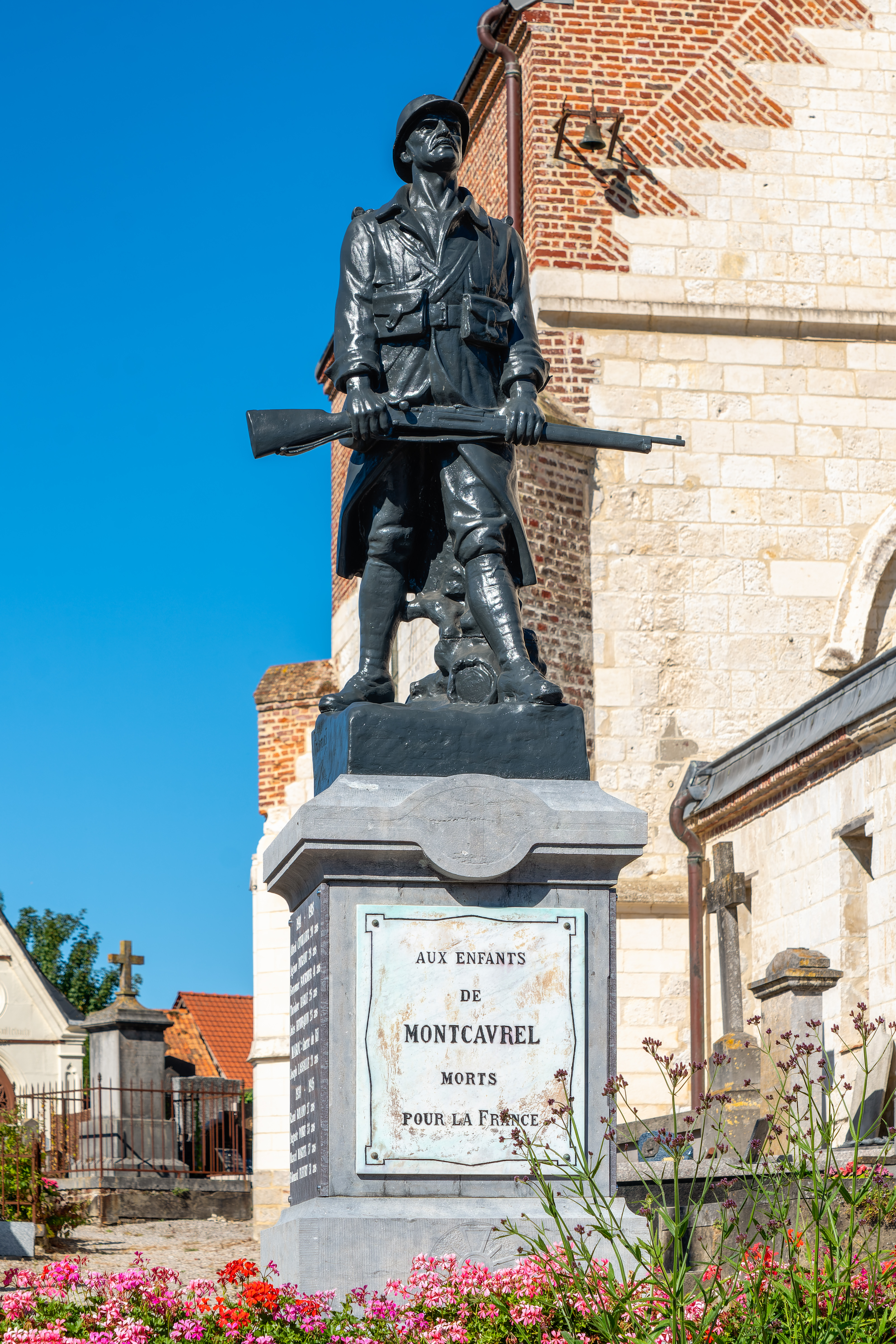

### Personnalités liées à la commune
- Alexandre Roubier d'Hérambault (1797-1864), homme politique né à Montcavrel, maire de Montcavrel, député du Pas-de-Calais de 1831 à 1846 et de 1848 à 1864.

### Héraldique
| Blason de Montcavrel | Blason  | D'or au chevreuil de sinople, la tête de front ; au chef de gueules chargé de trois maillets d'or. |
| Blason de Montcavrel | Détails | Armes parlantes (cavrel = chevreau / chevreuil). Le chevreuil renvoie au nom de la commune, qui signifiait à l'origine le « mont aux chèvres ». Les chevreuils étaient inconnus dans le nord de la France et sont apparus tardivement dans le paysage local, après leur introduction, vers 1850, depuis la forêt de Crécy par le comte d'Hinnisdaël. Quant aux maillets, ils sont pris aux armes des De Mailly, anciens seigneurs du lieu, qui donnèrent leur nom à la commune avant la Révolution. Adopté par la municipalité. |

## Pour approfondir

#### Bases de données, dictionnaires et encyclopédies
- Ressources relatives à la géographie :   - Insee (communes)
  - Ldh/EHESS/Cassini
- Ressource relative à plusieurs domaines :   - Annuaire du service public français
- Notices d'autorité :   - BnF (données)